# Olli Palola
Olli Palola (* 8. April 1988 in Oulu) ist ein finnischer Eishockeyspieler, der seit August 2020 bei Rögle BK aus der Svenska Hockeyligan (SHL) unter Vertrag steht und dort auf der Position des Flügelstürmers spielt.

## Karriere
Palola entstammte dem Nachwuchs des KeuPa HT Keuruu, wo er bis zum C-Junioren-Alter aktiv war. Als 15-Jähriger wechselte der Stürmer dann in die Juniorenabteilung von Ilves Tampere. Dort spielte Palola vier Jahre lang und schaffte es, über die A-Junioren des Klubs sein Debüt in der SM-liiga bei den Profis zu feiern. Dort kam er in der Saison 2006/07 zu sechs Einsätzen, ebenso lief er sechsmal für die finnische U20-Eishockeynationalmannschaft in der zweitklassigen Mestis auf.
Dennoch wechselte Palola im Sommer 2007 zum Ligakonkurrenten Lukko Rauma, wo er in den folgenden zwei Spielzeiten weiterhin bei den A-Jugendlichen zum Einsatz kam, daneben aber auch weiter sporadisch in der SM-liiga eingesetzt wurde. Erst in der Spielzeit 2009/10 gelang es ihm, sich einen dauerhaften Stammplatz bei den Profis zu erarbeiten. Auch das folgende Spieljahr lief er für Rauma in über 40 Partien auf. Seine Ausbeute mit lediglich fünf Toren und acht Vorlagen in bis dahin 105 Erstliga-Partien blieb dabei aber dürftig. So kamen im Saisonverlauf und darüber hinaus kurze Ausleihen zu Hokki Kajaani, Kisa Lempäälä und Vaasan Sport – allesamt in der zweitklassigen Mestis beheimatet – zustande, ehe er im Oktober 2011 schließlich zu Tappara Tampere transferiert wurde.
Auch in seiner ersten Saison dort ließ der Durchbruch weiterhin auf sich warten, sodass er die Saison 2012/13 über weite Strecken auf Leihbasis erneut bei Kisa Lempäälä verbrachte. Dennoch feierte er am Saisonende den finnischen Vizemeistertitel. Die Saison 2013/14 verlief überaus erfolgreich. So konnte Palola erneut den Vizemeistertitel mit Tappara feiern und er errang mit 27 Saisontreffern in 60 Spielen die prestigeträchtige Aarne-Honkavaara-Trophäe für den besten Torschützen der Liga. Zuvor war er in 186 Einsätzen in der Eliteklasse auf lediglich 14 Torerfolge gekommen. In der folgenden Saison konnte er diese Trophäe erneut gewinnen, diesmal mit 29 Toren. Anschließend wechselte er zu Witjas Podolsk aus der Kontinentalen Hockey-Liga, kam dort jedoch nur in 27 KHL-Partien zum Einsatz. Im Mai 2016 wechselte er daher in die Svenska Hockeyligan zu den Växjö Lakers, bei denen er 52 Scorerpunkte in 58 Saisonspielen erzielte. Anschließend kehrte er in die KHL zurück, als er einen Vertrag bei Jokerit unterschrieb.
Von Mai 2018 an stand der Finne bei Kunlun Red Star unter Vertrag, ehe er im August 2020 abermals nach Schweden wechselte und sich dort Rögle BK aus der Svenska Hockeyligan anschloss.

### International
Palola vertrat sein Heimatland erstmals bei der Weltmeisterschaft 2014 in der belarussischen Hauptstadt Minsk bei einem großen internationalen Turnier. Zuvor war er bereits beim Channel One Cup 2013 im Rahmen der Euro Hockey Tour 2013/14 zu seinen ersten Einsätzen im Nationaldress gekommen.

## Erfolge und Auszeichnungen
| - 2006 Finnischer B-Juniorenmeister mit Ilves Tampere - 2009 Nuorten SM-liiga-Spieler des Monats Januar - 2012 Mestis-Spieler des Monats September - 2013 Finnischer Vizemeister mit Tappara Tampere - 2014 Aarne-Honkavaara-Trophäe | - 2014 Finnischer Vizemeister mit Tappara Tampere - 2015 Finnischer Vizemeister mit Tappara Tampere - 2015 All-Star Team der Liiga - 2015 Aarne-Honkavaara-Trophäe - 2015 Bester Torschütze der Liiga-Playoffs |

### International
- 2014 Silbermedaille bei der Weltmeisterschaft

## Statistik
(Stand: Ende der Saison 2019/20)